# 紀見峠
紀見峠（きみとうげ）は、和歌山県橋本市と大阪府河内長野市の境にある標高400mの峠である。紀伊国と河内国の境であり、高野街道の中継地である。「紀伊見峠」とも表記される。
現在も橋本市側に集落がある（旧 伊都郡柱本村紀伊見峠）。高野山不動坂口女人堂まで六里のところにあり、峠の旧街道脇に「高野山六里道標石」が設置されている。

## 地理
和歌山市・岬町から続く和泉山脈は紀見峠を境に金剛山地となる。

## 歴史
近世には和歌山藩が峠に番所を設置し、高野山への参詣者で賑わい、紀伊側には宿駅が設けられていた。明治時代には約70軒の人家があった。

## 交通
1900年に紀和鉄道（現・西日本旅客鉄道（JR西日本）和歌山線）が開通すると紀見峠を利用する高野山参詣者は激減した。1915年には大阪高野鉄道（現・南海電気鉄道（南海）高野線）の紀見峠トンネルが完成した。
紀見峠は戦後は主要地方道堺橋本線（大阪府道23号、和歌山県道4号）となり、1962年の第3次二級国道指定に伴い1963年4月1日に二級国道170号高槻橋本線へ昇格された。
1969年には国道170号（当時）の紀見トンネル（1982年に国道371号線に指定替え）、
1976年には南海高野線の新紀見トンネル（下り線用）が開通した。
近辺には南海電気鉄道が開発しているニュータウンである南海橋本林間田園都市がある。また、紀見峠駅や林間田園都市駅などがある。
紀見トンネル開通以前は自動車は全てこの峠を通っていた。今は通過する自動車は少なくなったが、定期的に深夜にトンネル内の清掃をかねた点検工事が行われる為、その間トンネルは通行止めとなり峠越えの道廻りのみとなる。